# Siak (Regierungsbezirk)
Siak  ist ein Regierungsbezirk (Kabupaten) in der indonesischen Provinz Riau auf der Insel Sumatra. Er befindet sich nördlich des Äquators im ungefähren Zentrum der Provinz und hatte am Jahresende eine Bevölkerung von nahezu einer halben Million Einwohner – 246.489 Männer (51,33 %) und 233.680 Frauen (48,67 %). Mit einer Fläche von 7805,54 Quadratkilometern erreichte er unter den zehn Kabupaten der Provinz einen mittleren 6. Platz, die Bevölkerungsdichte lag dementsprechend unterhalb des Provinzwertes.

## Geographie

### Lage
Der Regierungsbezirk Siak erstreckt sich zwischen 1° 16′ 30″ und 0° 20′ 49″ n. Br. sowie zwischen 100° 54′ 21″ und 102° 14′ 59″ ö. L. Er grenzt im Norden an den „Mutterbezirk“ Bengkalis (von dem Siak 1999 ausgegliedert wurde), im Nordosten bildet die Küste der Straße von Malakka eine natürliche Grenze, im Süden grenzt der Kabupaten Pelalawan, im Südwesten die Provinzhauptstadt Pekanbaru und im Nordwesten der Bezirk Kampar. Nördlich von ihm besteht (im Kecamatan Kandis) eine etwas kleinere, ca. 15 km lange Grenze zum Kabupaten Rokan Hulu. Administrativ ist eine Insel dem Kabupaten Siak zugeordnet: Pulau Tengah (1° 08′ 33″ n. Br. und 102° 09′ 40″ ö. L.).

### Wetter und Klima
Wie in ganz Indonesien so herrscht auch in dieser Region, tropisches Regenwaldklima (feuchttropisches Klima). Man unterscheidet eine trockene Jahreszeit (Juni bis September) und die Regenzeit (August bis November).

## Verwaltungsgliederung
Zum Jahresende 2023 gliederte sich der Regierungsbezirk Siak in 14 Distrikte (Kecamatan) mit 131 Dörfern. 122 davon hatten als Desa ländlichen Charakter, 9 waren als Kelurahan städtisch geprägt.
| Code 1   | Kecamatan Distrikt | Ibu Kota Verwaltungssitz | Fläche (km²) | Einw. Zensus 2010 2 | Volkszählung 2020 | Volkszählung 2020 | Volkszählung 2020 | Anzahl der Desa/Kel. 6 |
| Code 1   | Kecamatan Distrikt | Ibu Kota Verwaltungssitz | Fläche (km²) | Einw. Zensus 2010 2 | Einw. 3           | 0Dichte 40        | Sex Ratio 5       | Anzahl der Desa/Kel. 6 |
| -------- | ------------------ | ------------------------ | ------------ | ------------------- | ----------------- | ----------------- | ----------------- | ---------------------- |
| 14.08.01 | Siak               | Kampung Dalam            | 1.346,33     | 21.891              | 31.144            | 23,1              | 103,52            | 6 / 2                  |
| 14.08.02 | Sungai Apit        | Sungai Apit              | 151,00       | 25.012              | 30.997            | 205,3             | 106,18            | 14 / 1                 |
| 14.08.03 | Minas              | Minas Jaya               | 346,35       | 25.937              | 28.948            | 83,6              | 110,00            | 4 / 1                  |
| 14.08.04 | Tualang            | Perawang                 | 128,66       | 104.163             | 120.655           | 937,8             | 107,98            | 8 / 1                  |
| 14.08.05 | Sungai Mandau00    | Muara Kelantan           | 1.493,65     | 7.232               | 9.128             | 6,1               | 108,16            | 9 / –                  |
| 14.08.06 | Dayun              | Dayun                    | 155,09       | 26.545              | 30.959            | 199,6             | 107,19            | 11 / –                 |
| 14.08.07 | Kerinci Kanan      | Kerinci Kanan            | 1.705,00     | 22.829              | 23.783            | 13,9              | 107,06            | 12 / –                 |
| 14.08.08 | Bunga Raya         | Bunga Raya               | 437,45       | 20.939              | 26.777            | 61,2              | 106,50            | 10 / –                 |
| 14.08.09 | Koto Gasip         | Pangkalan Pisang         | 704,70       | 18.513              | 23.469            | 33,3              | 104,04            | 11/ –                  |
| 14.08.10 | Kandis             | Telaga Sam-sam           | 894,17       | 57.762              | 74.727            | 83,6              | 107,02            | 8 / 3                  |
| 14.08.11 | Lubuk Dalam        | Lubuk Dalam              | 343,60       | 16.961              | 19.905            | 57,9              | 104,36            | 7 / –                  |
| 14.08.12 | Sabak Auh          | Bandar Sungai            | 73,38        | 9.798               | 12.911            | 175,9             | 105,29            | 8 / –                  |
| 14.08.13 | Mempura            | Sungai Mempura           | 232,24       | 14.119              | 16.951            | 73,0              | 105,12            | 7 / 1                  |
| 14.08.14 | Pusako             | Dusun Pusaka             | 544,47       | 5.041               | 7.586             | 13,9              | 108,41            | 7 / –                  |
| 14.03    | Kab. Siak          | Kab. Siak                | 8556,09      | 376.742             | 457.940           | 53,5              | 106,80            | 122 / 9                |

### Soziale Daten 2020
| Merkmal                                                            | Kabupaten | 0Provinz Riau0 |
| ------------------------------------------------------------------ | --------- | -------------- |
| Bevölkerung unterhalb der Armutsgrenze (Tsd.)0                     | 25,38     | 483,39         |
| Anteil der „armen Bevölkerung“ (indonesisch Penduduk miskin) (%)00 | 05,09     | 007,04         |
| Arbeitslosenrate (%)                                               | 05,80     | 006,32         |
| Lebenserwartung bei der Geburt (Jahre)                             | 71,11     | 071,60         |
| HDI-Index                                                          | 73,68     | 072,71         |
| Analphabetenrate (in %, 15+ J.)                                    | 00,21     |                |
| Abhängigenquotient 1                                               | 46,21     | 0              |
| Anteil der Altersgruppen                                           | 0Real0    | 0Prozentual0   |
| Kinder (<15 J.)                                                    | 132.262   | 028,88         |
| arbeitsfähige Bevölkerung (15–64 J.)                               | 313.212   | 068,40         |
| Rentner und Pensionäre (>65 J.)                                    | 012.466   | 002,72         |

## Demographie
Der Frauenanteil stieg während der letzten zwei Volkszählungen (2010 und 2020) von 47,86 % (oder 180.292 Frauen von 376.742 Einwohnern) auf 48,36 % (oder 221.446 von 457.940). Dieser Trend setzte sich bis Ende 2023 fort (48,67 %).

Vorherrschende Religion war und ist der Islam (81,85 %). Im Jahr 2023 bekannten sich 82.505 Menschen zum Christentum (17,16 %), über neun Zehntel davon waren Protestanten (74.833), erwähnt werden müssen noch 4.303 Buddhisten (0,99 %).

Im Jahr 2020 wurden 488 Moscheen und 606 kleinere Gebetsräume (indonesisch Mushola) gezählt, außerdem noch 302 Kirchen, von den 286 zur evangelisch-lutherischen Kirche gehörten. Die meisten Kirch standen im Kecamatan Kandis (93/5) und Tualang (46/2). Außerdem gab es noch 2 Tempel (Pura), 4 Klöster (Vihara) und 5 Pagoden (Klenteng).

### Aktuelle Bevölkerungsdaten der Bevölkerungsfortschreibung
Nachfolgende Tabelle gibt den Einwohnerstand nach Geschlecht vom Jahresende 2022 und zum Jahresende 2023 wieder. Er resultiert aus den Ergebnissen der Fortschreibung durch die örtlichen Zivilregistrierungsbüros (Disdukcapil, indonesisch Dinas Kependudukan dan Pencatatan Sipil). Die Jahresendstände können in zwei interaktiven Karten abgerufen werden
| Kecamatan        | Jahresende 2022 2 | Jahresende 2022 2 | Jahresende 2022 2 | Jahresende 2022 2 | Jahresende 2023 2 | Jahresende 2023 2 | Jahresende 2023 2 | Dichte 2023 | Sex Ratio 2023 3 |
| Kecamatan        | Fläche (km²)      | Bev. insg.        | männl.            | weibl.            | Bev. insg.        | männl.            | weibl.            | Dichte 2023 | Sex Ratio 2023 3 |
| ---------------- | ----------------- | ----------------- | ----------------- | ----------------- | ----------------- | ----------------- | ----------------- | ----------- | ---------------- |
| Siak             | 413,43            | 32.592            | 16.554            | 16.038            | 32.957            | 16.759            | 16.198            | 79,7        | 103,46           |
| Sungai Apit      | 1.384,50          | 32.151            | 16.438            | 15.713            | 32.390            | 16.543            | 15.847            | 23,4        | 104,39           |
| Minas            | 706,72            | 31.188            | 16.126            | 15.062            | 31.509            | 16.319            | 15.190            | 44,6        | 107,43           |
| Tualang          | 418,60            | 119.845           | 61.863            | 57.982            | 120.322           | 62.076            | 58.246            | 287,4       | 106,58           |
| Sungai Mandau000 | 1.131,86          | 10.129            | 5.218             | 4.911             | 10.283            | 5.305             | 4.978             | 9,1         | 106,57           |
| Dayun            | 916,85            | 32.206            | 16.578            | 15.628            | 32.678            | 16.832            | 15.846            | 35,6        | 106,22           |
| Kerinci Kanan    | 301,31            | 23.535            | 12.098            | 11.437            | 23.744            | 12.208            | 11.536            | 78,8        | 105,83           |
| Bunga Raya       | 163,83            | 28.258            | 14.538            | 13.720            | 28.569            | 14.731            | 13.838            | 174,4       | 106,45           |
| Koto Gasib       | 446,30            | 24.194            | 12.256            | 11.938            | 24.406            | 12.350            | 12.056            | 54,7        | 102,44           |
| Kandis           | 1.218,58          | 76.365            | 39.284            | 37.081            | 77.128            | 39.657            | 37.471            | 63,3        | 105,83           |
| Lubuk Dalam      | 121,65            | 20.546            | 10.450            | 10.096            | 20.781            | 10.576            | 10.205            | 170,8       | 103,64           |
| Sabak Auh        | 67,77             | 13.626            | 6.945             | 6.681             | 13.718            | 6.993             | 6.725             | 202,4       | 103,99           |
| Mempura          | 271,47            | 17.729            | 9.077             | 8.652             | 17.835            | 9.165             | 8.670             | 65,7        | 105,71           |
| Pusako           | 259,75            | 8.121             | 4.150             | 3.971             | 8.305             | 4.252             | 4.053             | 32,0        | 104,91           |
| Kab. Siak000     | 7.822,62 1        | 000470.485        | 241.575           | 228.910           | 000474.625        | 243.766           | 230.859           | 60,7        | 105,59           |

### Verzeichnis der Kelurahan
Die nachfolgende Liste gibt den Einwohnerstand zum Jahresende 2022 (Semester II/2022) und genau ein Jahr später für alle Kelurahan im Bezirk Siak wieder. Binnen eines Jahres stieg die Bevölkerungszahl der 9 Kelurahan um 952 Einwohner.
Neben der Fläche und den Einwohnerzahlen sind auch deren Zugehörigkeiten zu den Kecamatan aufgeführt, ebenso die errechneten Ergebnisse der Bevölkerungsdichte (in Einw. je km²) sowie des Geschlechterverhältnisses (Sex Ratio). Als erste Spalte ist der Strukturcode des indonesischen Innenministeriums angegeben. Er gibt gleichfalls Aufschluss über die Zugehörigkeit der Dörfer zu den übergeordneten Verwaltungsebenen: Die ersten drei Zahlenpärchen werden durch Punkte getrennt und geben die Provinz, den Regierungsbezirk (Kabupaten) und den Distrikt (Kecamatan) an. Als letztes folgt nach einem weiteren Trennungspunkt der vierstellige „Dorfcode“ – wobei städtisch geprägte Kelurahan immer mit 1 und „normale“ (ländliche) Desa mit einer 2 beginnen. Die Statistikseiten von BPS (Badan Pusat Statistik) verwenden eine andere Nomenklatur, auf die hier nicht näher eingegangen werden soll, da sie nur bei den Volkszählungen Anwendung findet.
Wie bei vorstehender Tabelle entstammen alle Daten der Fortschreibung durch die örtlichen Zivilregistrierungsbüros (Disdukcapil).
| Struktur- code | Kecamatan   | Kelurahan         | Bevölkerung am Jahresende 2022 | Bevölkerung am Jahresende 2022 | Bevölkerung am Jahresende 2022 | Bevölkerung am Jahresende 2022 | Bevölkerung am Jahresende 2023 | Bevölkerung am Jahresende 2023 | Bevölkerung am Jahresende 2023 | Bevölkerung am Jahresende 2023 | Bevölkerung am Jahresende 2023 |
| Struktur- code | Kecamatan   | Kelurahan         | Fläche (km²)                   | Gesamt                         | männlich                       | weiblich                       | Gesamt                         | männlich                       | weiblich                       | Dichte                         | Sex Ratio                      |
| -------------- | ----------- | ----------------- | ------------------------------ | ------------------------------ | ------------------------------ | ------------------------------ | ------------------------------ | ------------------------------ | ------------------------------ | ------------------------------ | ------------------------------ |
| 14.08.01.1001  | Siak        | Kampung Dalam     | 2,80                           | 8.071                          | 4.019                          | 4.052                          | 8074                           | 4002                           | 4072                           | 2.883,6                        | 98,28                          |
| 14.08.01.1002  | Siak        | Kampung Rempak000 | 19,26                          | 8.575                          | 4.334                          | 4.241                          | 8.772                          | 4.427                          | 4.345                          | 455,5                          | 101,89                         |
| 14.08.02.1001  | Sungai Apit | Sungai Apit       | 6,66                           | 6.967                          | 3.541                          | 3.426                          | 6993                           | 3543                           | 3450                           | 1.050,0                        | 102,70                         |
| 14.08.03.1001  | Minas       | Minas Jaya        | 50,52                          | 14.789                         | 7.674                          | 7.115                          | 14890                          | 7716                           | 7174                           | 294,7                          | 107,56                         |
| 14.08.04.1001  | Tualang     | Perawang          | 7,52                           | 36.239                         | 18.760                         | 17.479                         | 36066                          | 18646                          | 17420                          | 4.796,0                        | 107,04                         |
| 14.08.10.1001  | Kandis      | Simpang Belutu    | 28,75                          | 8.587                          | 4.348                          | 4.239                          | 9036                           | 4570                           | 4466                           | 314,3                          | 102,33                         |
| 14.08.10.1002  | Kandis      | Telaga Sam-Sam    | 51,58                          | 8.703                          | 4.471                          | 4.232                          | 8958                           | 4600                           | 4358                           | 173,7                          | 105,55                         |
| 14.08.10.1003  | Kandis      | Kandis Kota       | 34,79                          | 14.012                         | 7.187                          | 6.825                          | 14087                          | 7219                           | 6868                           | 404,9                          | 105,11                         |
| 14.08.13.1006  | Mempura     | Sungaimempura     | 27,61                          | 4.091                          | 2.075                          | 2.016                          | 4110                           | 2097                           | 2013                           | 148,9                          | 104,17                         |

## Geschichte
Die Ursprünge des Gebietes gehen zurück auf das Sultanat Siak Sri Inderapura, das 1723 von Sultan Abdul Jalil Rahmat Syah gegründet wurde, mit Buantan am Siak-Fluss als Hauptstadt. Nach der Unabhängigkeit Indonesiens befand sich die Gegend im Kabupaten Bengkalis, welcher zur kurzlebigen Provinz Sumatra Tengah gehörte. 1958 wurde die Provinz in drei neue Provinzen aufgeteilt Sumatra Barat (Westsumatra), Jambi und eben Riau, zu der Bengkalis kam.

Im Oktober 1999 entstanden in der Provinz Riau vier neue Bezirke (Kabupaten). Eins (einer ??) davon war Siak, ursprünglich aus drei Kecamatan bestehend: Siak, Minas und Apit. Bis heute entstanden weitere Kecamatan durch Reorganisation der Dörfer, zuletzt wurden 2005 (Regionalverordnung, Perda Nr. 4) die Kecamatan Mempura (vom Kec. Siak) und Sabak Auh (vom Kec. Sungai Apit) sowie 2007 Pusako (vom Kec. Bunga Ray; Regionalverordnung, Perda, Nr. 8) gebildet. Dazwischen die acht sonstigen.